# يوليوس ماير (سياسي)
يوليوس ماير (بالإنجليزية: Julius Meier)‏ هو محامي وشخصية أعمال وسياسي أمريكي، ولد في 31 ديسمبر 1874 في بورتلاند في الولايات المتحدة، وتوفي في 14 يوليو 1937 في Corbett, Oregon ‏ في الولايات المتحدة. نشط حزبياً في Independent Party of Oregon ‏. وقد انتخب حاكم ولاية أوريغون ‏ (12 يناير 1931 – 14 يناير 1935).